# Fernando Lamikiz
Fernando Lamikiz Garai (Guernica, 31 de enero de 1959) es un abogado economista español, expresidente del Athletic Club. Durante su mandato se realizó el polémico fichaje de Iban Zubiaurre, y se vivió el llamado bienio negro, en el que el equipo vasco estuvo a punto de consumar su descenso a la Segunda División.

## Biografía
Socio del club desde 1982, desempeñó el cargo de secretario del Athletic desde 1994 hasta 2001. Fue presidente del Athletic Club desde que ganase las elecciones en septiembre de 2004 hasta su dimisión en septiembre de 2006. Sustituyó en el cargo a Ignacio Ugartetxe, quien llevaba un año en el cargo tras el fallecimiento de Javier Uria en junio de 2003.
Una de sus primeras medidas fue suspender el acuerdo con el pintor y diseñador Darío Urzay para que el equipo utilizara un polémico uniforme (la llamada «camiseta ketchup», diseñada por Urzay) en los partidos de UEFA. Al año siguiente se vio incapaz de renovar el contrato de Santi Ezquerro, una de las estrellas de la plantilla, y de Ernesto Valverde, técnico del primer equipo. Además, traspasó a Asier del Horno al Chelsea por doce millones de euros. Otra decisión polémica fue la de inscribir al equipo en la Copa Intertoto de 2005, algo que no gustó a cuerpo técnico ni a jugadores. Además, su nefasta gestión en el fichaje de Iban Zubiaurre, en julio de 2005, cuando tenía un año más de contrato con la Real Sociedad, llevó al club rojiblanco a ser condenado por el Tribunal Supremo a pagar cinco millones de euros al club donostiarra.
Los resultados de la temporada 2005-2006 (malos para el primer equipo masculino, y mediocres para el femenino), así como el mal inicio de la temporada 2006-2007 motivaron fuertes críticas de gran parte de los aficionados que le llevaron a presentar su dimisión el 27 de septiembre de 2006, siendo sustituido por su vicepresidenta Ana Urquijo.

## Fichajes durante su mandato
- 2005: Iban Zubiaurre.[9]
- 2006: Aritz Aduriz, Josu Sarriegi, Igor Gabilondo, Álex García y Javi Martínez.[10][11][12]